# Symbióza (Star Trek: Nová generace)
Symbióza (v anglickém originále Symbiosis) je jedna z epizod první sezóny seriálu Star Trek: Nová generace, která byla v České republice při své premiéře odvysílána jako dvacátá třetí v pořadí, zatímco ve Spojených státech jako dvacátá druhá.

## Příběh
USS Enterprise D je na cestě k soustavě Delos, kde má za úkol sledovat působení velmi silných slunečních erupcí a magnetických změn. Náhle obdrží nouzový signál ornaranské nákladní lodi Sanction. Její kapitán jménem T'Jon hlásí poruchu. Hrozí jim zřícení do atmosféry jedné z planet systému. Několik osob ze Sanctionu je přeneseno na palubu Enterprise, zbytek posádky uvízne na nákladní lodi, která se zřítí do atmosféry. Mezi zachráněnými jsou Ornarané i Brekkiané. Zvláště Ornarané se chovají podivně, pranic se nezajímají o osud zbytku posádky. Chtějí jen vidět náklad, který si vzali s sebou. Začnou se mezi sebou o náklad hádat. Během hádky se ukáže, že těla trosečníků obou ras mají zvláštní znak: Jsou elektricky nabitá. Tasha musí jejich hádku zklidnit a nechá je odvést. Dat informuje kapitána Picarda, že Federace uskutečnila naposledy kontakt z Ornarany před dvěma sty lety.
T'Jon prosí kapitána, aby mu dovolit náklad převzít. Ornarané už dvě století trpí epidemií, kterou není možné vyléčit. Na planetě Brekkia roste bylina, jež obsahuje účinný prostředek. Při pravidelném užívání umožňuje Ornaranům vést normální život. Podle předpisů Flotily nesmí kapitán do sporu zasahovat. Nabídne jim alespoň náhradní díly, aby mohli opravit své lodě. Pak se ale dozví, že nakaženi jsou všichni zachránění ze Sanctionu. Kapitánovi dochází, že nákaza se mohla přenést také na palubu Enterprise. Doktorka Beverly Crusherová všechny prohlédne, ale nenajde po nákaze ani stopu. Na všech ze Sanctionu je však vidět značná nervozita. Ornarané potřebují užít látku ze zásilky nákladu nejpozději do 72 hodin. Kapitán jim povolí jednu dávku. Brekkiané vyrábějí látku pro Ornarany, jako protiplnění dostávají od Ornaranů vše potřebné k životu.
Dat zjistí že před vypuknutím nákazy byli Ornarané velmi vyspělou společností. Protilátka však byla k mání jen na Brekkii, na Ornaru se bylinu nepodařilo vypěstovat. Ornarané jsou drogově závislí a Brekkiané jejich stavu využívají. Přichází zpráva z Ornaru: Obyvatelstvo bez léku strašlivě trpí. Je proto nutné, aby jim Brekkiané látku ihned doručili. Zoufalý T'Jon pohrozí zabitím Rikera, chce přinutit kapitána k jednání. Brekkiané po jednání souhlasí s poskytnutím léku, velkoryse akceptují odložení platby Ornaranů. Picard pochopí, jak Brekkiané využívají situace. Směrnice Flotily mu však brání zapojit se do celé záležitosti. Slíbí Brekkianům, že Ornaranům nevyzradí pravdu. Šťastný T'Jon poté děkuje Picardovi za záchranu jejich národa. Od kapitána se však dozví, že nedostanou slíbené náhradní díly k opravě jejich lodí. T'Jon má obavy z následných problémů, kapitán však odvětí že ví co dělá. Poté jsou všichni i s nákladem transportováni na Ornaru. Kapitán cestou na můstek vysvětluje doktorce své rozhodnutí. Doktorka cítí s Ornarany, chápe však také smysl základní směrnice.